# Senthamangalam
Senthamangalam là một thị xã panchayat của quận Namakkal thuộc bang Tamil Nadu, Ấn Độ.

## Nhân khẩu
Theo điều tra dân số năm 2001 của Ấn Độ, Senthamangalam có dân số 18.085 người. Phái nam chiếm 50% tổng số dân và phái nữ chiếm 50%. Senthamangalam có tỷ lệ 64% biết đọc biết viết, cao hơn tỷ lệ trung bình toàn quốc là 59,5%: tỷ lệ cho phái nam là 73%, và tỷ lệ cho phái nữ là 56%. Tại Senthamangalam, 9% dân số nhỏ hơn 6 tuổi.